# 1996年以色列大選
1996年以色列大選舉行於1996年5月29日，同時選出第14屆以色列議會的120名議員和以色列總理。本雅明·内塔尼亚胡當選以色列總理，但工黨獲得議會最多議席。此次大选是以色列历史上首次总理直选的选举，单独选举总理后在2001年废除。

## 外部連結
- Historical overview of the Fourteenth Knesset （页面存档备份，存于） Knesset website
- Election results （页面存档备份，存于） Knesset website
- Elazar, Daniel Judah; Sandler, Shmuel. . Psychology Press. 1998  [2021-04-11]. （原始内容存档于2021-04-11）.